# U-315 (tàu ngầm Đức)
U-315 là một tàu ngầm tấn công  Lớp Type VII thuộc phân lớp Type VIIC được Hải quân Đức Quốc Xã chế tạo trong Chiến tranh Thế giới thứ hai. Nhập biên chế năm 1943, nó đã thực hiện được tổng cộng mười một chuyến tuần tra, đánh chìm được một tàu buôn tải trọng 6.996 GRT cùng gây tổn thất toàn bộ cho một tàu chiến tải trọng 1.370 tấn. U-315 sống sót qua cuộc chiến tranh và đầu hàng lực lượng Đồng Minh tại cảng Trondheim, Na Uy vào ngày 9 tháng 5, 1945. Con tàu bị tháo dỡ vào tháng 3, 1947.

## Thiết kế và chế tạo

### Thiết kế

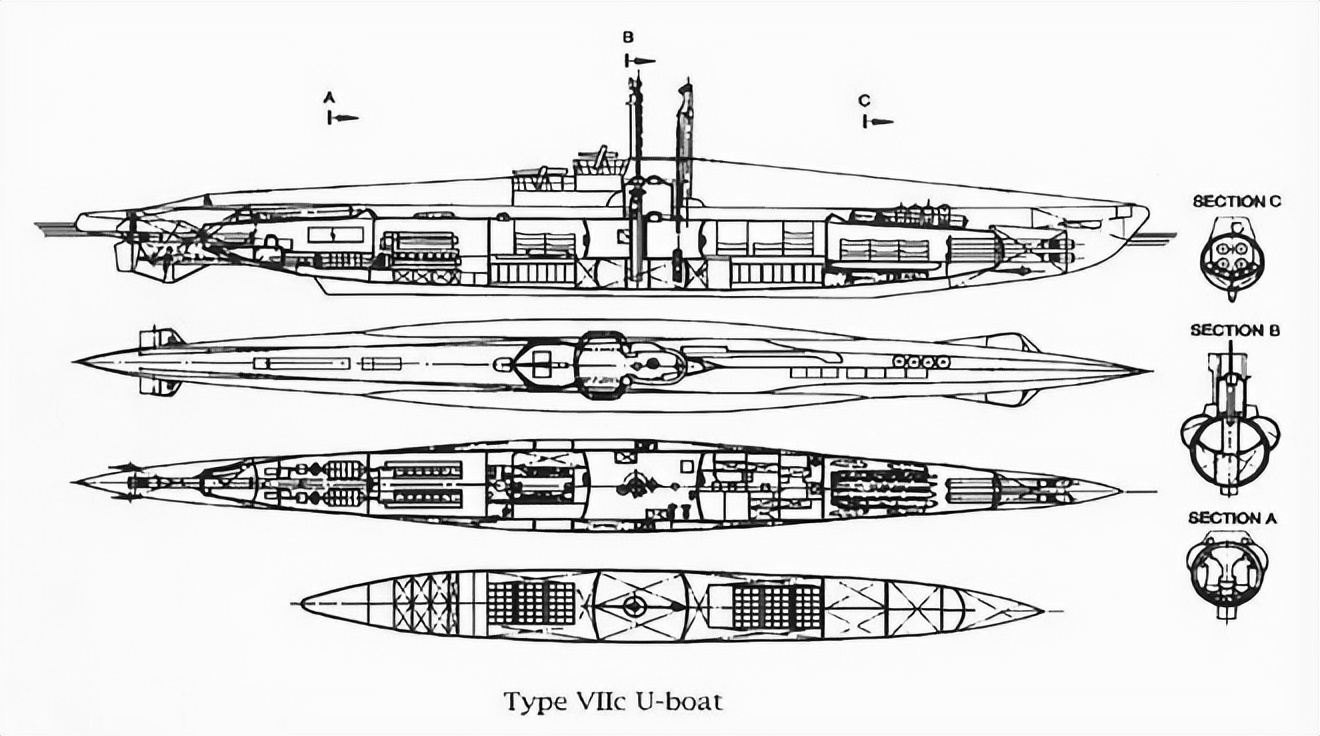
Sơ đồ các mặt cắt một tàu ngầm Type VIIC

Phân lớp VIIC của Tàu ngầm Type VII là một phiên bản VIIB được kéo dài thêm. Chúng có trọng lượng choán nước 769 t (757 tấn Anh) khi nổi và 871 t (857 tấn Anh) khi lặn). Con tàu có chiều dài chung 67,10 m (220 ft 2 in), lớp vỏ trong chịu áp lực dài 50,50 m (165 ft 8 in), mạn tàu rộng 6,20 m (20 ft 4 in), chiều cao 9,60 m (31 ft 6 in) và mớn nước 4,74 m (15 ft 7 in).
Chúng trang bị hai động cơ diesel Germaniawerft F46 siêu tăng áp 6-xy lanh 4 thì, tổng công suất 2.800–3.200 PS (2.100–2.400 kW; 2.800–3.200 bhp), dẫn động hai trục chân vịt đường kính 1,23 m (4,0 ft), cho phép đạt tốc độ tối đa 17,7 kn (32,8 km/h), và tầm hoạt động tối đa 8.500 nmi (15.700 km) khi đi tốc độ đường trường 10 kn (19 km/h). Khi đi ngầm dưới nước, chúng sử dụng hai động cơ/máy phát điện Garbe, Lahmeyer & Co. RP 137/c  tổng công suất 750 PS (550 kW; 740 shp). Tốc độ tối đa khi lặn là 7,6 kn (14,1 km/h), và tầm hoạt động 80 nmi (150 km) ở tốc độ 4 kn (7,4 km/h). Con tàu có khả năng lặn sâu đến 230 m (750 ft).
Vũ khí trang bị có năm ống phóng ngư lôi 53,3 cm (21 in), bao gồm bốn ống trước mũi và một ống phía đuôi, và mang theo tổng cộng 14 quả ngư lôi, hoặc tối đa 22 quả thủy lôi TMA, hoặc 33 quả TMB. Tàu ngầm Type VIIC bố trí một hải pháo 8,8 cm SK C/35 cùng một pháo phòng không 2 cm (0,79 in) trên boong tàu. Thủy thủ đoàn bao gồm 4 sĩ quan và 40-56 thủy thủ.

### Chế tạo
U-315 được đặt hàng vào ngày 25 tháng 8, 1941, và được đặt lườn tại xưởng tàu của hãng Flender Werke ở Lübeck vào ngày 7 tháng 7, 1942. Nó được hạ thủy vào ngày 29 tháng 5, 1943, và nhập biên chế cùng Hải quân Đức Quốc Xã vào ngày 10 tháng 7, 1943 dưới quyền chỉ huy của Hạm trưởng, Trung úy Hải quân Herbert Zoller.

## Lịch sử hoạt động

### 1944
Sau khi hoàn tất việc chạy thử máy và huấn luyện trong thành phần Chi hạm đội U-boat 8, U-315 được điều sang Chi hạm đội U-boat 11 từ ngày 1 tháng 3, 1944 để hoạt động trên tuyến đầu. Nó lại được điều sang Chi hạm đội U-boat 13 từ ngày 15 tháng 9, 1944.

#### Chuyến tuần tra thứ nhất
Sau khi chuyển căn cứ hoạt động từ Kiel sang cảng Bergen, Na Uy vào giữa tháng 2, 1944, U-315 khởi hành từ cảng Na Uy này vào ngày 21 tháng 2 cho chuyến tuần tra đầu tiên trong chiến tranh. Nó hoạt động trong biển Barents về phía Nam đảo Bear và ngoài khơi bán đảo Kola cho đến khi kết thúc chuyến tuần tra và đi đến cảng Narvik, Na Uy vào ngày 9 tháng 3.

#### Chuyến tuần tra thứ hai và thứ ba
U-315 xuất phát từ Narvik vào ngày 23 tháng 3 cho chuyến tuần tra thứ hai, và đã vòng qua phía Bắc mũi North, Na Uy để hoạt động ngoài khơi Murmansk, Liên Xô. Nó quay trở về Narvik vào ngày 10 tháng 4.
Chiếc tàu ngầm có chuyến tuần tra tiếp theo, khi rời Narvik vào ngày 19 tháng 4 để hoạt động trong vùng biển Na Uy, và kết thúc chuyến tuần tra tại Bogenbucht (phía Tây Narvik) vào ngày 26 tháng 5.

#### Chuyến tuần tra thứ tư, thứ năm và thứ sáu
Sau khi di chuyển từ Bogenbucht đến cảng Hammerfest, Na Uy vào cuối tháng 5, U-315 khởi hành từ đây vào ngày 30 tháng 5 cho chuyến tuần tra thứ tư và tiếp tục hoạt động trong vùng biển Na Uy. Nó kết thúc chuyến tuần tra tại Bergen vào ngày 10 tháng 7.
Từ ngày 28 tháng 8 đến ngày 4 tháng 9, U-315 thực hiện chuyến tuần tra dọc bờ biển Na Uy từ Bergen đến Narvik.
Chuyến tuần tra thứ sáu, xuất phát từ Narvik, kéo dài từ ngày 8 đến ngày 26 tháng 9. U-315 lại vòng qua mũi North để hoạt động ngoài khơi Murmansk, và kết thúc chuyến tuần tra tại Bogenbucht.

#### Chuyến tuần tra thứ bảy, thứ tám và thứ chín
U-315 có chuyến tuần tra ngắn từ ngày 29 tháng 9 đến ngày 3 tháng 10, xuất phát từ Bogenbucht và kết thúc tại Hammerfest.
Sau đó chiếc tàu ngầm khởi hành từ Hammerfest vào ngày 12 tháng 10 cho chuyến tuần tra thứ tám, để hoạt động trong biển Barents chung quanh đảo Bear cho đến tận Svalbard. Nó kết thúc chuyến tuần tra vào ngày 21 tháng 11 khi quay trở về Kilbotn.
Chuyến tuần tra thứ chín của U-315 diễn ra từ ngày 21 tháng 11 đến ngày 12 tháng 12, khi nó khởi hành từ Skjomenfjord và lại vòng qua mũi North để hoạt động ngoài khơi Murmansk, và kết thúc chuyến đi tại Harstad. Trong tháng 12, U-315 được được nâng cấp trang bị ống hơi nhằm cải thiện tính năng hoạt động ngầm dưới nước.

### 1945

#### Chuyến tuần tra thứ mười
Sau một chuyến đi ngắn từ Harstad đến cảng Trondheim, Na Uy vào đầu tháng 12, 1944, U-315 khởi hành từ cảng này vào ngày 25 tháng 12 cho  chuyến tuần tra thứ mười, và hoạt động tại khu vực khe GIUK giữa các quần đảo Shetland và Faroe. Nó kết thúc chuyến tuần tra và quay về căn cứ Trondheim vào ngày 6 tháng 1, 1945.

#### Chuyến tuần tra thứ mười một
Chuyến tuần tra cuối cùng của U-315 trong chiến tranh, kéo dài từ ngày 15 tháng 2 đến ngày 24 tháng 4, lại trở thành lượt hoạt động thành công nhất của chiếc tàu ngầm. Nó xuất phát từ Trondheim, Na Uy, và vượt qua khe GIUK để hoạt động tại phía Tây Nam quần đảo Anh gần lối tiếp cận phía Tây của eo biển Manche. Tại đây vào ngày 22 tháng 3, U-315 phóng ngư lôi tấn công Đoàn tàu TBC 103, và đã đánh chìm tàu buôn Anh Empire Kingsley 6.996 GRT ở vị trí về phía Tây Bắc Land's End, tại tọa độ 50°08′B 5°51′T / 50,133°B 5,85°T. Cùng tại vị trí này vào ngày hôm sau 29 tháng 3, chiếc tàu ngầm tiếp tục tấn công Đoàn tàu BTC 111; ngư lôi của nó đã đánh trúng HMCS Teme, khiến chiếc tàu frigate Canada mất một đoạn 60 ft (18 m) phía đuôi tàu, tại tọa độ 50°07′B 5°45′T / 50,117°B 5,75°T. Phần còn lại của Teme tiếp tục nổi nhưng chiếc frigate trở thành một tổn thất toàn bộ. U-315 kết thúc chuyến tuần tra và băng ngược trở lại khe GIUK để quay về căn cứ Trondheim.

#### Số phận
U-315 đầu hàng lực lượng Đồng Minh tại cảng Trondheim, Na Uy vào ngày 9 tháng 5, 1945.Không còn khả năng đi biển, con tàu bị tháo dỡ tại chỗ vào tháng 3, 1947.

### "Bầy sói" tham gia
U-315 từng tham gia mười ba bầy sói:
- Hartmut (23 - 28 tháng 2, 1944)
- Boreas (28 tháng 2 - 7 tháng 3, 1944)
- Blitz (24 tháng 3 - 5 tháng 4, 1944)
- Donner (5 - 9 tháng 4, 1944)
- Keil (19 - 20 tháng 4, 1944)
- Donner & Keil (20 tháng 4 - 3 tháng 5, 1944)
- Trutz (3 - 13 tháng 5, 1944)
- Grimm (31 tháng 5 - 6 tháng 6, 1944)
- Trutz (6 - 28 tháng 6, 1944)
- Zorn (29 tháng 9 - 1 tháng 10, 1944)
- Grimm (1 - 2 tháng 10, 1944)
- Panther (16 tháng 10 - 6 tháng 11, 1944)
- Stier (29 tháng 11 - 4 tháng 12, 1944)

### Tóm tắt chiến công
U-315 đã đánh chìm được một tàu buôn tải trọng 6.996 GRT cùng gây tổn thất toàn bộ cho một tàu chiến tải trọng 1.370 tấn:
| Ngày             | Tên tàu         | Quốc tịch                 | Tải trọng | Số phận          |
| ---------------- | --------------- | ------------------------- | --------- | ---------------- |
| 22 tháng 3, 1945 | Empire Kingsley | United Kingdom            | 6.996     | Bị đánh chìm     |
| 29 tháng 3, 1945 | HMCS Teme       | Hải quân Hoàng gia Canada | 1.370     | Tổn thất toàn bộ |